# کارل روزنکرانتس

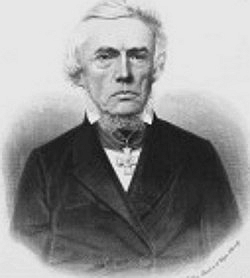
یوهان کارل فریدریش روزنکرانتس

یوهان کارل فریدریش روزنکرانتس (آلمانی: Johann Karl Friedrich Rosenkranz؛ ۲۳ آوریل ۱۸۰۵ – ۱۴ ژوئیه ۱۸۷۹) فیلسوف و آموزش‌شناس آلمانی بود.

## زندگی
او که در ماگدبورگ زاده شد، فلسفه را در دانشگاه‌های برلین، هاله و دانشگاه کونیگسبرگ خواند و عمدتاً خود را وقف آموزه‌های هگل و فریدریش شلایرماخر کرد. پس از دو سال تصدی کرسی استادی فلسفه در هاله، در سال ۱۸۳۳ استاد دانشگاه کونیگسبرگ شد. او در سال‌های پایانی عمر نابینا بود.
وی در کونیگسبرگ درگذشت.

## فلسفه
در طول دوران طولانی استادی خود، و در تمام آثار متعددش، علی‌رغم انحرافات گاه‌به‌گاه در نقاط خاص، به طور کلی به سنت هگل وفادار ماند. در تقسیم‌بندی بزرگ مکتب هگلی، او به همراه میشله و دیگران، «مرکز» را تشکیل داد، میانهٔ راه بین اردمان و گابلر از یک سو، و «چپ افراطی» که توسط اشتراوس، فویرباخ و برونو باور نمایندگی می‌شد از سوی دیگر.
کارل روزنکرانتس سردبیر مجموعه آثار هگل، جلد ۱-۱۲ (۱۸۳۲-۴۴) بود. او زندگی هگل (۱۸۴۴) را به عنوان ضمیمه‌ای برای این آثار منتشر کرد. او شخصاً هگل را ملاقات کرد و با او درباره فلسفه صحبت کرد. روزنکرانتس به دست‌نوشته‌ها، نامه‌ها و خاطرات دانشجویان، اعضای خانواده و آشنایان هگل دسترسی داشت.

## آثار منتخب

### فلسفی
- Kritik der Schleiermacherschen Glaubenslehre (نقد آموزه ایمان شلایرماخر) (۱۸۳۶)
- Psychologie oder Wissenschaft vom subjektiven Geist (روان‌شناسی یا علم روح سوبژکتیو) (۱۸۳۷؛ ویرایش سوم، ۱۸۶۳)
- Kritische Erläuterungen des Hegelschen Systems (توضیحات انتقادی درباره نظام هگلی) (۱۸۴۰)
- Vorlesungen über Schelling (درس‌گفتارهایی درباره شلینگ) (۱۸۴۲)
- Hegels Leben (زندگی هگل) (۱۸۴۴)
- System der Wissenschaft (نظام علم) (۱۸۵۰)
- Meine Reform der Hegelschen Philosophie (اصلاح من در فلسفه هگلی) (۱۸۵۲)
- Ästhetik des Häßlichen (زیبایی‌شناسی زشتی) (کونیگسبرگ ۱۸۵۳). انگلیسی: Aesthetics of Ugliness. A Critical Edition. Bloomsbury 2015.
- Wissenschaft der logischen Idee (علم ایده منطقی) (۱۸۵۸–۵۹)، با یک ضمیمه (Epilegomena، ۱۸۶۲)
- Diderot's Leben und Werke (زندگی و آثار دیدرو) (۱۸۶۶)
- Hegels Naturphilosophie und die Bearbeitung derselben durch Vera (فلسفه طبیعت هگل و پردازش آن توسط ورا) (۱۸۶۸)
- Hegel als deutscher Nationalphilosoph (هگل به مثابه فیلسوف ملی آلمان) (۱۸۷۰)
- Erläuterungen zu Hegels Encyklopädie der philosophischen Wissenschaften (توضیحاتی بر دانشنامه علوم فلسفی هگل) (۱۸۷۱).

بین سال‌های ۱۸۳۸ و ۱۸۴۰، روزنکرانتس نسخه‌ای از آثار کانت را با همکاری ف. و. شوبرت منتشر کرد که به آن تاریخچه‌ای از آموزه کانتی را ضمیمه نمود.